# Il diario proibito di Fanny
Il diario proibito di Fanny è un film del 1969 diretto da Sergio Pastore.

## Trama
Film composto da 5 episodi: Fanny e Michael, interpretato ogni volta da un attore diverso.